# Caloptilia magnoliae
Caloptilia magnoliae là một loài bướm đêm thuộc họ Gracillariidae. Nó được tìm thấy ở Nhật Bản (Hokkaidō, Honshū) và Hàn Quốc.
Sải cánh dài 14.5-15.5 mm.
Ấu trùng ăn Magnolia heptapetala, Magnolia hypoleuca và Magnolia kobus. Chúng có thể ăn lá nơi chúng làm tổ.